# Рамлат-эс-Сабъатайн
Ра́млат-эс-Сабъата́йн (араб. رملة السبعتين‎) — пустыня в северо-центральной части Йемена.
Занимает площадь около 26000 км², размеры — 100×240 км. Рельеф — относительно ровные поверхности, чередующиеся с дюнами.
Территория пустыни включает в себя часть того, что было известно средневековым арабским географам как Сайхад (араб. صيهد‎). Он простирается от Эль-Хаура (الخور‎) до края пустыни Руб-эль-Хали.
Пустыня расположена в мухафазах Йемена эль-Джауф, Мариб и Шабва.